# مات فيليب
مات فيليب (بالإنجليزية: Matt Philip)‏ هو لاعب الرغبي ‏ أسترالي، ولد في 7 مارس 1994 في Mona Vale, New South Wales ‏ في أستراليا.

## روابط خارجية
- مات فيليب عل موقع إسبنسكروم (الإنجليزية)
- مات فيليب على موقع ItsRugby.co.uk (الإنجليزية)